# Негославіце (Любуське воєводство)
Негославіце (пол. Niegosławice, нім. Waltersdorf) — село в Польщі, у гміні Негославиці Жаганського повіту Любуського воєводства.
Населення — 944 особи (2011).
У 1975-1998 роках село належало до Зеленогурського воєводства.

## Демографія
Демографічна структура станом на 31 березня 2011 року:
|          | Загалом | Допрацездатний вік | Працездатний вік | Постпрацездатний вік |
| -------- | ------- | ------------------ | ---------------- | -------------------- |
| Чоловіки | 466     | 96                 | 331              | 39                   |
| Жінки    | 478     | 101                | 272              | 105                  |
| Разом    | 944     | 197                | 603              | 144                  |